# Bonnie Prince Charlie (film fra 1923)
Bonnie Prince Charlie er en britisk stumfilm fra 1923 af Charles Calvert.

## Medvirkende
- Ivor Novello som Charles Stuart
- Gladys Cooper som Flora MacDonald
- A.B. Imeson
- Hugh Miller som Robert Fraser
- Sydney Seaward som Neal McEachinn
- Benson Kleve som Donald MacPherson
- Adeline Hayden Coffin som Lady Clanronald
- Arthur Wontner som Lord Kingsburgh